# Сборная Сент-Винсента и Гренадин по нетболу
Сборная Сент-Винсента и Гренадин по нетболу представляет Сент-Винсент и Гренадины на международных соревнованиях по нетболу. Управляющим органом является Ассоциация нетбола Сент-Винсента и Гренадин (англ. Saint Vincent and the Grenadines Netball Association).
По состоянию на 25 июля 2024, сборная Сент-Винсента и Гренадин по нетболу занимает 17-е место в мировом рейтинге сборных по нетболу.

## Результаты выступлений

### Чемпионаты мира
| Год        | Место          | Игры           | Победы         | Ничьи          | Поражения      |
| ---------- | -------------- | -------------- | -------------- | -------------- | -------------- |
| 1963—1975  | не участвовали | не участвовали | не участвовали | не участвовали | не участвовали |
| 1979       | 16             | 11             | 4              | 0              | 7              |
| 1983—1991  | не участвовали | не участвовали | не участвовали | не участвовали | не участвовали |
| 1995       | 10             | 9              | 4              | 0              | 5              |
| 1999       | не участвовали | не участвовали | не участвовали | не участвовали | не участвовали |
| 2003       | 14             | 9              | 7              | 0              | 2              |
| 2007—н. в. | не участвовали | не участвовали | не участвовали | не участвовали | не участвовали |

### Игры Содружества
| Год        | Место          | Игры           | Победы         | Ничьи          | Поражения      |
| ---------- | -------------- | -------------- | -------------- | -------------- | -------------- |
| 1998—2002  | не участвовали | не участвовали | не участвовали | не участвовали | не участвовали |
| 2006       | 11             | 6              | 1              | 0              | 5              |
| 2010—н. в. | не участвовали | не участвовали | не участвовали | не участвовали | не участвовали |

### Чемпионаты Америки
| Год       | Место          | Игры           | Победы         | Ничьи          | Поражения      |
| --------- | -------------- | -------------- | -------------- | -------------- | -------------- |
| 1997      | 3              | 9              | 7              | 0              | 2              |
| 2008      | 5              | 5              | 1              | 0              | 4              |
| 2012—2014 | не участвовали | не участвовали | не участвовали | не участвовали | не участвовали |
| 2018      | 4              | 7              | 4              | 0              | 3              |